# Laleh
Laleh Pourkarim (en persa: لاله پورکریم‎, nacida el 10 de junio de 1982) es una cantante y exactriz sueca. Ella usa su nombre Laleh como su nombre artístico. Después de una carrera de corta duración como actriz, entró a la industria musical en 2005 con su primer álbum seudónimo, el cual alcanzó el número uno en Suecia en listas y se convirtió en el álbum más vendido del año. Ha publicado desde entonces tres álbumes más, los cuales se han producido, escrito, grabado, dirigido y realizado por ella misma. Ella canta en inglés y sueco, además de la lengua nativa de sus padres, el persa. En 2011, participó en el programa de televisión sueco Så mycket bättre, donde una serie de artistas crean nuevas interpretaciones de las canciones de otros artistas. Después del programa, se observó en los medios de comunicación que le habían dado "un segundo avance".
Su penúltimo álbum, Sjung, fue lanzado en toda Escandinavia el 25 de enero de 2012. El primer sencillo del álbum, "Some Die young", fue un éxito comercial en Escandinavia alcanzando la primera posición en Noruega durante ocho semanas consecutivas y convirtiéndose en el vigésimo sencillo más vendido de todos los tiempos en el país. También fue doble platino en Suecia y por primera vez en Finlandia. En el otoño del 2013 lanza su primer trabajo internacional, Colors, precedido por el relanzamiento del vídeo musical de "Some Die Young" en agosto. 

## Antecedentes y vida personal
Laleh nació en la ciudad portuaria Bandar-e Anzali, al norte de Irán, pero huyó del país un año más tarde con sus padres para vivir en Azerbaiyán, Minsk y más tarde en un campo de refugiados en Tidaholm. Se trasladó a Suecia cuando tenía doce años (ella tiene doble nacionalidad), y en su adolescencia se trasladó a Gotemburgo y estudió en una escuela en el distrito multicultural de Angered
En la escuela secundaria Hvitfeldtska se inscribió en el programa de música, creciendo con la música clásica, el ballet y la música de circo. Más tarde se interesó en la música  Punk, Reggae y jazz. También aprendió a tocar la guitarra, y formó un conjunto de jazz, Bejola, con su profesor de música cuando era adolescente, y aprendió por sí misma la batería y el saxofón.
Es la hija de Houshang Pourkarim, quien se ahogó en agosto de 1994. Era un opositor del régimen islámico en Teherán, un artista, un destacado periodista iraní, etnólogo y sociólogo rural de Bandar-e Anzali. Durante su aparición en Så mycket bättre, Laleh habló de su infancia difícil, de como fue pasar de un país a otro, y cómo ella fue testigo de la muerte de su padre en 1994 cuando trató de rescatar a una mujer en peligro que se había caído de su canoa en el agua mientras estaba en un campamento de verano organizado por una asociación iraní. Cuando Houshang remó para ir a ayudarla, la canoa volcó. La mujer sobrevivió, pero el padre de Laleh murió. La madre de Laleh, Atef, era una refugiada en Georgia a través de Azerbaiyán antes de irse a Irán a estudiar literatura en la Universidad de Teherán. Una vez que la familia llegó a Suecia, Laleh dice haber aprendido sueco en sólo once días. 
Comenzando su carrera en la actuación, tenía un papel importante en la película sueca Jalla! Jalla, dirigida por Josef Fares, que fue un gran éxito en la taquilla de Suecia en el año 2000. Laleh se trasladó a Estocolmo en 2010 con una corta estadía en Skellefteå.

## Carrera musical

### 2003–2005: Inicios yLaleh
Laleh comenzó su carrera musical en 2003. Ella fundó su propia discográfica 'Lost Army' y firmó un contrato de grabación y distribución con Warner Music Sweden antes de grabar su primer álbum. El sonido de sus primeras canciones se ha comparado con el de artistas adultos tales como Sting y Seal. Ella escribió y produjo su álbum seudónimo debut, que fue lanzado en la primavera de 2005 y un porcentaje de lo recaudado fue para obras de caridad. Laleh se convirtió en el álbum más vendido del año y alcanzó el puesto número uno en las listas Suecas. Su álbum fue bien recibido por los críticos, aunque algunos señalaron que era demasiado extenso. El primer sencillo del álbum fue "Invisible (My Song)", el cual alcanzó el puesto número siete en Suecia en febrero de 2012. El siguiente sencillo, "Storebror" no alcanzó a estar en las listas, pero el siguiente sencillo, "Live Tomorrow" tuvo un éxito aún mayor que el de "Invisible" y terminó en la cima del programa radial de Sveriges Radio P3, "Tracks" (Trackslistan) por varias semanas. Este alcanzó el puesto veinte en Sverigetopplistan y también se posicionó en Dinamarca. Durante el 2005 ella ganó numerosos premios, incluyendo el Grammis sueco, donde recibió 7 nominaciones y ganó 3, incluyendo Artista del año, Productor del año, y Artista nuevo del año. También fue nominada cuatro veces a los 2006 P3 Guld Awards y ganó Revelación del año y Mejor artista femenina.

### 2006–2010:PrinsessoryMe and Simon

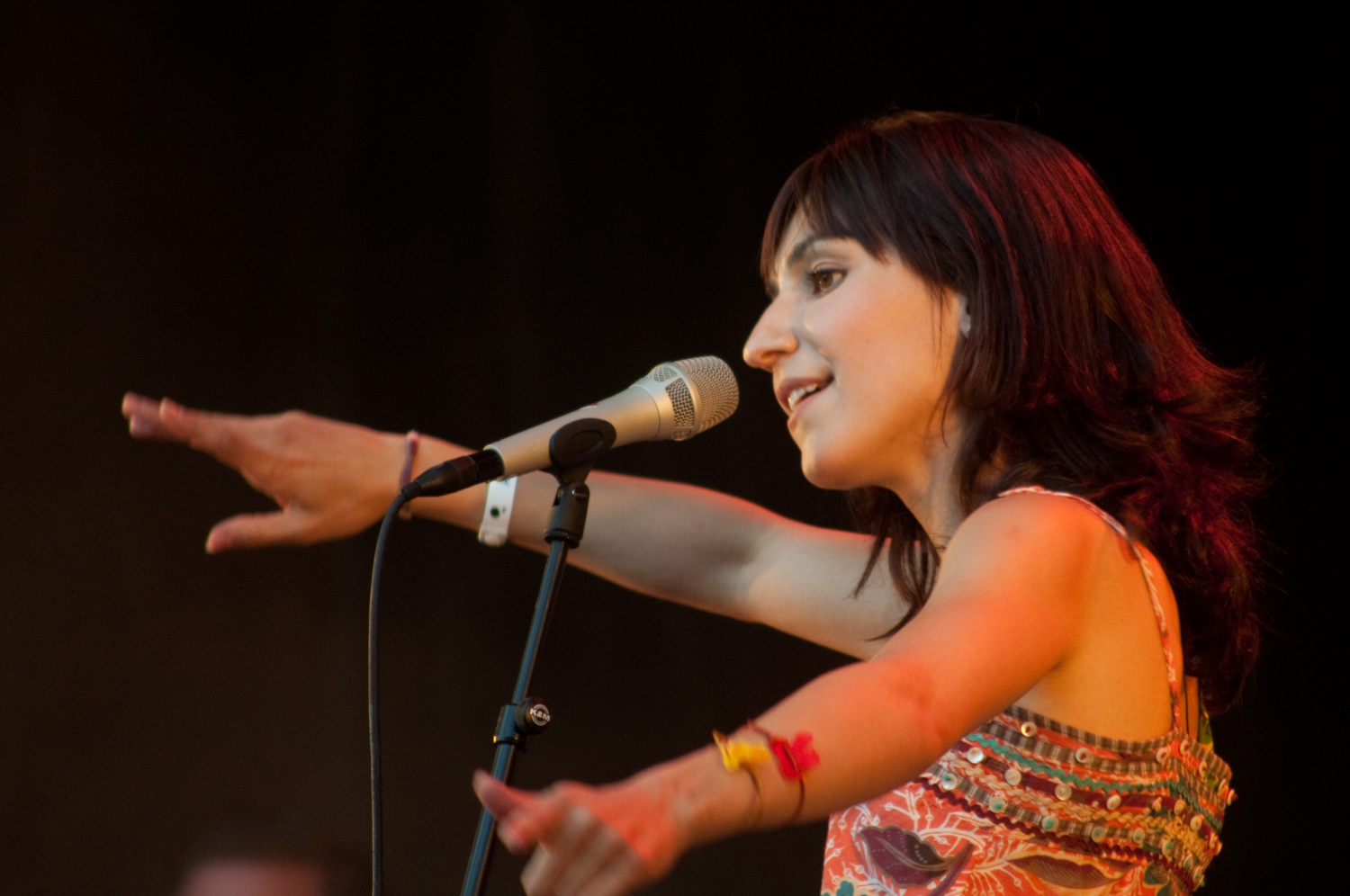
Laleh sobre el escenario en junio de 2009

En 2006, Prinsessor ("Princesas") fue lanzado y alcanzó el puesto número tres en la lista de álbumes de Suecia. El álbum permaneció en las listas durante veintinueve semanas, pero ningún sencillo estuvo en alguna lista, a pesar de cuatro lanzamientos. A diferencia de su predecesor que ganó numerosos premios, Prinsessor, fue recibido con críticas mixtas de los críticos suecos, que vieron al álbum como "muy extenso" y con alguna pérdida de la "singularidad" caracterizada de Laleh.
Después de tomar un descanso, Laleh volvió para lanzar su tercer álbum en 2009, Me and Simon. Este contiene un sonido más folk pop que rock lo que ha sido atribuido por pasarse de una gran ciudad a la ciudad del norte de Suecia Skellefteå in 2006. Una de las reservas naturales de la ciudad fue su inspiración para "Bjurö klubb". Una vez más, el álbum fue recibido con críticas mixtas por los críticos suecos. El primer sencillo del álbum, "Simon Says" alcanzó el número 41 en las listas de sencillos de Suecia. Debido a las fuertes descargas del álbum, la primera pista del LP, "Big City Love", también alcanzó el puesto 32 en las listas. Este fue lanzado posteriormente como sencillo en mayo de 2009 pero nunca volvió a las listas. Sus dos lanzamientos posteriores, "Bjurö klubb" y "Mysteries" no estuvieron en las listas.
Durante esos años, Laleh estuvo de gira por los países de Escandinavia, Gran Bretaña y Alemania, pero ella ha dado a entender que no se atreve a ponerse en marcha en el extranjero, diciendo que primero quiere desarrollarse plenamente como artista. Ella también es conocida por su renuencia a dar entrevistas y se ha destacado por su manera poco convencional de manejo de la prensa al mantener su vida privada lejos de los medios de comunicación.

### 2011–2012: "Så mycket bättre" ySjung
En 2011 fue parte de la segunda temporada del reality de TV sueco Så mycket bättre (Mucho Mejor) en TV4. El programa pone músicos conocidos suecos unos contra otros para crear interpretaciones de las canciones de otros artistas. Participó junto con Timbuktu, Eva Dahlgren, Lena Philipsson, E-Type, Tomas Ledin y Mikael Wiehe y pronto surgió como una de las favoritas con sus versiones cover regularmente en las listas de descarga de iTunes Suecia y en la lista oficial de descarga de Sverigetopplistan. El cover de Laleh de la canción de Eva Dahlgren "Ängeln I Rummet" (Un Ángel en la habitación) alcanzó la posición sexta en la lista oficial de Sencillos Suecos mientras que alcanzó la cima de descargas en diciembre de 2011 para convertirse en su canción más exitosa en Suecia a la fecha en términos de posición de lista y hasta el lanzamiento de "Some Die Young" en ventas también. Del mismo modo, sus interpretaciones de Tomas Ledin "Just Nu" (Right Now) y Timbuktu "Alla vill till himmelen men ingen vill dö" (Todos quierenel cielo pero nadie quiere morir) alcanzaron el puesto 25, mientras que "Here I Go Again" alcanzó el número uno en las listas digitales. Durante las presentaciones de Så mycket bättre, Laleh rompió un récord sueco en listas digitales por tener diez canciones en la lista de los Mejores Sesenta, incluyendo nueve en el top 40, así como un número de canciones volvieron a las listas, incluyendo la primera posición de "Bjurö klubb". Adicionalmente, dos interpretaciones de sus canciones por otros artistas aparecieron, manifestando un total de veinte canciones con su participación en las listas al mismo tiempo. Tolkningarna (Interpretaciones), una versión extendida de todas las canciones que ella interpretó en el show fue lanzada digitalmente el 25 de diciembre de 2011 y fue incluido también en físico con su siguiente álbum de estudio.
Su cuarto álbum de estudio estaba previsto para ser lanzado en diciembre de 2011, para coincidir con su aparición en Så mycket bättre, pero fue postpuesto por dificultades con el espectáculo. El nombre, trabajo artístico, fecha de lanzamiento y la lista de canciones del álbum fueron anunciadas en diciembre. Sjung ("Cantar") fue lanzado el 25 de enero de 2012 en toda Escandinavia con visiones positivas, con "Some Die Young" como sencillo principal, lanzado tres días antes. El álbum alcanzó el número uno en las listas suecas durante cuatro semanas, y también llegó al número uno en Noruega. El sencillo alcanzó el puesto número nueve en la lista de sencillos de Suecia y el número uno en Noruega durante ocho semanas consecutivas. "Vårens Första Dag" fue lanzado como segundo sencillo del álbum en mayo de 2012.
Una gira para promocionar el álbum se realizó con quince fechas a través de Suecia a partir de marzo y concluyó en abril de 2012., y un show en Oslo, Noruega. La gira fue exitosa, los lugares quedaron agotados, y el concierto en Gotemburgi con 6.400 asistentes como el show principal. Laleh hizo una gira en Suecia y Noruega en el verano de 2012. y además de eso cantó “Some Die Young” en el concierto realizado a la memoria de las víctimas de los ataques de Noruega en el 2011 y en el concierto de los Premios Nobel, ambos en Oslo.

### 2013–presente:Colors

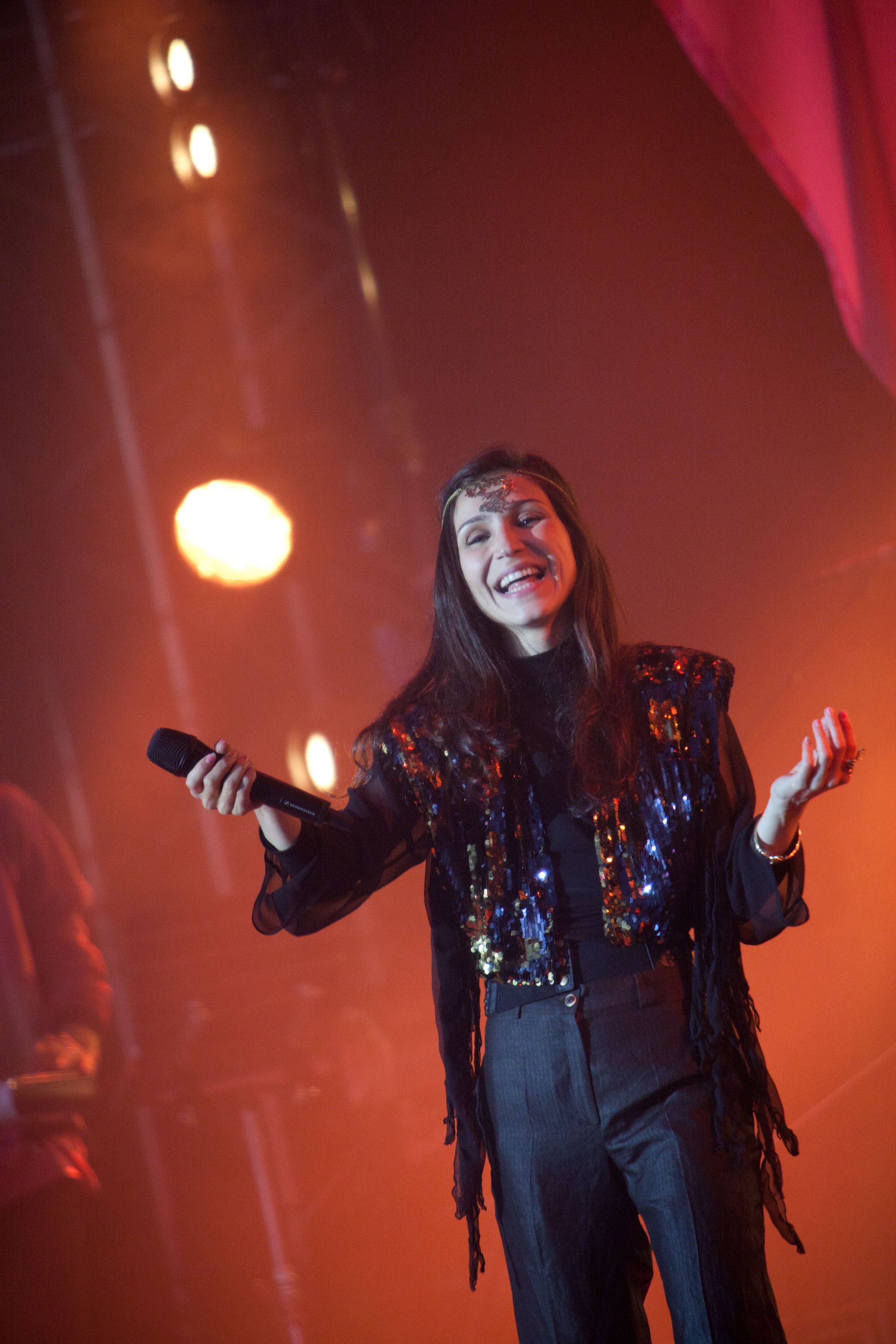
Laleh en su tour del año 2012. Festival Peace & Love en Borlänge.

En julio de 2013, fue anunciada la entrada de Laleh en Universal Music Alemania. Su primer lanzamiento en territorio alemán fue una versión modificada de “Some Die Young” el 30 de agosto de 2013. Colors, su primer LP internacional le siguió en el otoño con una mezcla de nuevas grabaciones y canciones previamente lanzadas. En las entrevistas para el álbum, ella dijo que se había desafiado a sí misma como compositora y productora, quería hacer un disco más uniforme, ya que no se extendía tanto como las producciones de álbumes anteriores, y ella misma era consciente de que a los fanes no les gusta que la música se convierta tan recta. La canción homónima "Colors" trata justamente sobre el "significado de todo esto", y confesó que se inspiró en Cat Stevens.
Laleh no pudo hacer el lanzamiento del álbum como lo tenía planeado. Tres días después del lanzamiento del álbum, su madre Atefe falleció, y los planes de promoción fueron cancelados.
Laleh participó en 2012 y 2014 en un Sing-along en Skansen. En la aparición del 15 de julio de 2014, recibió una hora privada después de la clausura del programa, bajo el título "Allsångsscenen är din". Era el tercer año que SVT organizó esta extensión cantarina, que dedica a los artistas más reconocidos del país para rendirles homenaje. En 2012 dedicó tiempo con Tomas Ledin y en 2013 con Håkan Hellström. Eva Dahlgren y Laleh cantaron a dúo "Ängeln i rummet", una canción que Laleh cantó en 2011 en Så Mycket Bättre.
Laleh es parte del colectivo de productores y escritores Wolf Cousins, iniciado por Max Martin, Shellback y Julius Peterson. Como compositora y productora, ha escrito música para el álbum debut "Unbreakable Smile" de Tori Kelly (2015) y el tercer álbum de estudio de Ellie Goulding.

## Éxito internacional
A pesar de Laleh canta en Inglés en la mayoría de sus canciones, ella no ha hecho muchos lanzamientos internacionales. Varios de sus sencillos se ha convertido en éxito en las listas de Noruega y Dinamarca.
En marzo de 2012, el artista noruego Frida Amundsen hizo su propia versión de "Some Die Young" dedicada a las víctimas de la masacre de Utoya. La versión original de Laleh duró seis semana en los listados de Noruega hasta llegar al primer lugar. Laleh apareció en julio del mismo año, en el concierto en memoria de las víctimas de Utoya, Y en el Concierto Nobel en Oslo.
En 2014, Laleh vivía en Tullinge, pero se mudó a Los Ángeles, Estados Unidos. Durante ese tiempo, dedicó su estancia para lanzar su música en el mercado estadounidense, así como para escribir y producir música para otros artistas. Escribió así mismo canciones para el álbum de Demi Lovato Confident.
| Álbum        | Fecha de lanzamiento | Posición en las listas | Posición en las listas |
| Álbum        | Fecha de lanzamiento | Suecia                 | Noruega                |
| ------------ | -------------------- | ---------------------- | ---------------------- |
| Laleh        | Abril de 2005        | 1                      | —                      |
| Prinsessor   | Diciembre de 2006    | 3                      | —                      |
| Me and Simon | Enero de 2009        | 2                      | —                      |
| Sjung        | Enero de 2012        | 1                      | 1                      |
| Colors       | Octubre de 2013      | 2                      | 4                      |

| Sencillo                                              | Año  | Posición en las listas | Posición en las listas | Posición en las listas | Posición en las listas | Posición en las listas | Posición en las listas | Álbum        |
| Sencillo                                              | Año  | Suecia                 | Dinamarca              | Finlandia              | Noruega                | Alemania               | Austria                | Álbum        |
| ----------------------------------------------------- | ---- | ---------------------- | ---------------------- | ---------------------- | ---------------------- | ---------------------- | ---------------------- | ------------ |
| "Invisible (My Song)"                                 | 2005 | 7                      | —                      | —                      | —                      | —                      | —                      | Laleh        |
| "Storebror"                                           | 2005 | —                      | —                      | —                      | —                      | —                      | —                      | Laleh        |
| "Live Tomorrow"                                       | 2005 | 20                     | 11                     | —                      | —                      | —                      | —                      | Laleh        |
| "Forgive But Not Forget"                              | 2006 | 46                     | —                      | —                      | —                      | —                      | —                      | Laleh        |
| "Det är vi som bestämmer (Vem har lurat alla barnen)" | 2006 | —                      | —                      | —                      | —                      | —                      | —                      | Prinsessor   |
| "November"                                            | 2006 | —                      | —                      | —                      | —                      | —                      | —                      | Prinsessor   |
| "Call On Me"                                          | 2007 | —                      | —                      | —                      | —                      | —                      | —                      | Prinsessor   |
| "Closer"                                              | 2007 | —                      | —                      | —                      | —                      | —                      | —                      | Prinsessor   |
| "Snö"                                                 | 2008 | 14                     | —                      | —                      | —                      | —                      | —                      | Me and Simon |
| "Simon Says"                                          | 2009 | 41                     | —                      | —                      | —                      | —                      | —                      | Me and Simon |
| "Big City Love"                                       | 2009 | 32                     | —                      | —                      | —                      | —                      | —                      | Me and Simon |
| "Bjurö klubb"                                         | 2009 | —                      | —                      | —                      | —                      | —                      | —                      | Me and Simon |
| "Mysteries"                                           | 2010 | —                      | —                      | —                      | —                      | —                      | —                      | Me and Simon |
| "Some Die Young"                                      | 2012 | 9                      | 38                     | 10                     | 1                      | 68                     | 8                      | Sjung        |
| "Colors"                                              | 2013 | 33                     | 34                     | —                      | —                      | —                      | —                      | Colors       |

| Canción                                     | Año  | Suecia | Álbum        |
| ------------------------------------------- | ---- | ------ | ------------ |
| "Just nu"                                   | 2011 | 25     | Tolkningarna |
| "Ängeln i rummet"                           | 2011 | 6      | Tolkningarna |
| "Alla vill till himmelen men ingen vill dö" | 2011 | 25     | Tolkningarna |
| "Here I Go Again"                           | 2011 | 41     | Tolkningarna |

## Premios y nominaciones
| Año  | Ceremonia            | Categoría                           | Título          | Resultado |
| ---- | -------------------- | ----------------------------------- | --------------- | --------- |
| 2005 | Rockbjörnen Awards   | Canción Sueca del Año               | "Live Tomorrow" | Nominada  |
| 2005 | Rockbjörnen Awards   | Álbum Sueco del Año                 | "Laleh"         | Nominada  |
| 2005 | Grammis              | Álbum del año                       | "Laleh"         | Nominada  |
| 2005 | Grammis              | Artista del Año                     | Laleh Pourkarim | Ganó      |
| 2005 | Grammis              | Nuevo Artista del Año               | Laleh Pourkarim | Ganó      |
| 2005 | Grammis              | Compositor del Año                  | Laleh Pourkarim | Nominada  |
| 2005 | Grammis              | Productor del Año                   | Laleh Pourkarim | Ganó      |
| 2005 | Grammis              | Letrista del Año                    | Laleh Pourkarim | Nominada  |
| 2005 | Grammis              | Balada del Año                      | "Live Tomorrow" | Nominada  |
| 2006 | P3 Guld Awards       | Revelación del Año                  | Laleh Pourkarim | Ganó      |
| 2006 | P3 Guld Awards       | Gold Fox Award (Mejor Acto en Vivo) | Laleh Pourkarim | Nominada  |
| 2006 | P3 Guld Awards       | Mejor Artista Femenina del Año      | "Laleh"         | Ganó      |
| 2006 | P3 Guld Awards       | Mejor Sencillo del Año              | "Live Tomorrow" | Nominada  |
| 2006 | Taubesällskapet      | Evert Taube Scholarship             | Laleh Pourkarim | Ganó      |
| 2012 | Gaygalan             | Artista del Año                     | Laleh Pourkarim | Ganó      |
| 2012 | Gaygalan             | Canción Sueca del Año               | Ängeln I Rummet | Nominada  |
| 2012 | Ulla Billquist Prize | Ulla Billquist Scholarship          | Laleh Pourkarim | Ganó      |